# Castanheira do Vouga
Castanheira do Vouga é uma povoação  portuguesa do Município de Águeda que foi sede da Freguesia de Castanheira do Vouga, freguesia que tinha 29,72 km² de área e 639 habitantes (2011), e, por isso, uma densidade populacional de 21,5 hab/km².
A Freguesia de Castanheira do Vouga foi extinta (agregada) em 2013, no âmbito de uma reforma administrativa nacional, tendo sido agregada às freguesias de Belazaima do Chão e Agadão, para formar uma nova freguesia denominada União das Freguesias de Belazaima do Chão, Castanheira do Vouga e Agadão.
Sendo a maior povoação da antiga freguesia, Castanheira do Vouga situa-se no sopé poente da Serra do Caramulo.

## Localização
Localizada no leste do concelho, Castanheira do Vouga enquanto freguesia independente, tinha como vizinhas as freguesias do Préstimo a norte, Agadão a sueste, Belazaima do Chão a sul e Borralha a oeste. A sede do município é Águeda e encontra-se a oeste. Os rios Águeda e Alfusqueiro banham as terras da extinta freguesia.
Foi vila e sede de concelho até ao início do século XIX. Era constituído pelas freguesias de Agadão e Castanheira do Vouga e tinha, em 1801, 1 009 habitantes.

## População
| População da freguesia de Castanheira do Vouga (1864 – 2011) | População da freguesia de Castanheira do Vouga (1864 – 2011) | População da freguesia de Castanheira do Vouga (1864 – 2011) | População da freguesia de Castanheira do Vouga (1864 – 2011) | População da freguesia de Castanheira do Vouga (1864 – 2011) | População da freguesia de Castanheira do Vouga (1864 – 2011) | População da freguesia de Castanheira do Vouga (1864 – 2011) | População da freguesia de Castanheira do Vouga (1864 – 2011) | População da freguesia de Castanheira do Vouga (1864 – 2011) | População da freguesia de Castanheira do Vouga (1864 – 2011) | População da freguesia de Castanheira do Vouga (1864 – 2011) | População da freguesia de Castanheira do Vouga (1864 – 2011) | População da freguesia de Castanheira do Vouga (1864 – 2011) | População da freguesia de Castanheira do Vouga (1864 – 2011) | População da freguesia de Castanheira do Vouga (1864 – 2011) |
| ------------------------------------------------------------ | ------------------------------------------------------------ | ------------------------------------------------------------ | ------------------------------------------------------------ | ------------------------------------------------------------ | ------------------------------------------------------------ | ------------------------------------------------------------ | ------------------------------------------------------------ | ------------------------------------------------------------ | ------------------------------------------------------------ | ------------------------------------------------------------ | ------------------------------------------------------------ | ------------------------------------------------------------ | ------------------------------------------------------------ | ------------------------------------------------------------ |
| 1864                                                         | 1878                                                         | 1890                                                         | 1900                                                         | 1911                                                         | 1920                                                         | 1930                                                         | 1940                                                         | 1950                                                         | 1960                                                         | 1970                                                         | 1981                                                         | 1991                                                         | 2001                                                         | 2011                                                         |
| 614                                                          | 693                                                          | 658                                                          | 633                                                          | 678                                                          | 565                                                          | 744                                                          | 882                                                          | 862                                                          | 864                                                          | 763                                                          | 772                                                          | 641                                                          | 708                                                          | 639                                                          |

| Distribuição da População por Grupos Etários | Distribuição da População por Grupos Etários | Distribuição da População por Grupos Etários | Distribuição da População por Grupos Etários | Distribuição da População por Grupos Etários | Distribuição da População por Grupos Etários | Distribuição da População por Grupos Etários | Distribuição da População por Grupos Etários | Distribuição da População por Grupos Etários | Distribuição da População por Grupos Etários |
| -------------------------------------------- | -------------------------------------------- | -------------------------------------------- | -------------------------------------------- | -------------------------------------------- | -------------------------------------------- | -------------------------------------------- | -------------------------------------------- | -------------------------------------------- | -------------------------------------------- |
| Ano                                          | 0-14 Anos                                    | 15-24 Anos                                   | 25-64 Anos                                   | > 65 Anos                                    |                                              | 0-14 Anos                                    | 15-24 Anos                                   | 25-64 Anos                                   | > 65 Anos                                    |
| 2001                                         | 117                                          | 86                                           | 366                                          | 139                                          |                                              | 16,5%                                        | 12,1%                                        | 51,7%                                        | 19,6%                                        |
| 2011                                         | 93                                           | 61                                           | 338                                          | 147                                          |                                              | 14,6%                                        | 9,5%                                         | 52,9%                                        | 23,0%                                        |

Média do País no censo de 2001:   0/14 Anos-16,0%;  15/24 Anos-14,3%;  25/64 Anos-53,4%;  65 e mais Anos-16,4%
Média do País no censo de 2011:    0/14 Anos-14,9%;  15/24 Anos-10,9%;  25/64 Anos-55,2%;  65 e mais Anos-19,0%
(Fonte: INE)

## Cultura
Existe na localidade de Castanheira do Vouga a Banda Musical e Recreativa Castanheirense, que promove o convívio musical e recreativo através de diversas valências, sendo a destacar a escola de música e o grupo de mais de 50 músicos, que que percorre o país, deliciando o público com espetáculos musicais de filarmonia. É a associação mais antiga da freguesia, existindo registos da sua existência no ano de 1896.
Em Setembro de 2020 foi apresentado à população um baloiço construído por um grupo de amigos no alto da Barriga da Mulher, que oferece vistas deslumbrantes a quem o visita. O acesso a este local é restrito a viaturas com maior altura ao solo ou pode-se fazer de forma apeada. https://goo.gl/maps/yy8r94PtTafb2dKn7

## Lugares da extinta freguesia de Castanheira do Vouga
- Avelal de Baixo
- Avelal de Cima
- Castanheira do Vouga
- Falgarosa
- Falgoselhe
- Igreja
- Massadas
- Redonda
- Serra de Baixo
- Serra de Cima
- Talhada
- Vale da Galega

## Património
- Lugar de Redonda
- Monumento aos Bombeiros
- Capelas de São Jorge, do Espírito Santo e da Senhora dos Milagres
- Antiga casa do Pároco
- Fonte do Castilho
- Praia fluvial da Talhada
- Miradouro / Baloiço da Barriga da Mulher